# Istruzioni per l'(ill)uso
Istruzioni per l'(ill)uso è un singolo dei Gemelli DiVersi, pubblicato nel 2007. È il primo estratto dall'album BOOM!.

## La canzone
È una caustica critica della televisione italiana odierna e dei falsi miti che propone, riprendendo lo scandalo Vallettopoli, che aveva coinvolto diversi personaggi della televisione italiana l'estate prima. Nel brano vengono citati anche Lele Mora e Fabrizio Corona.

## Tracce
1. Istruzioni per l'(ill)uso
2. Istruzioni per l'(ill)uso (No Spk)